# Colin McRae: Dirt
Colin McRae: Dirt [dɜ:rt] (stilisiert als colin mcrae DiRT) ist ein von Codemasters entwickeltes Computerspiel, das am 15. Juni 2007 in Europa veröffentlicht wurde. Das Rennspiel ist der sechste Teil in der Colin-McRae-Rally-Serie und erschien für die Betriebssysteme Windows XP und Windows Vista sowie für die Spielekonsolen Xbox 360 und PlayStation 3. Das Spiel simuliert Motorsportwettbewerbe auf vorgegebenen Strecken mit unterschiedlichen Fahrzeugtypen und Fahrbahnbelägen.

## Spielmechanik
Insgesamt stehen die vier Spielmodi Karriere, Meisterschaft, Rallye-Welt und Multiplayer zur Auswahl. Im Karrieremodus stehen insgesamt 66 Strecken zur Verfügung, von denen 61 durch Siege freigefahren werden müssen. Im Meisterschaftsmodus gibt es offizielle nationale, europäische und internationale Rallye-Wettbewerbe mit authentischen zwei-, vier- und allradgetriebenen Rallye-Fahrzeugen. Der Einzelspielermodus bietet die fünf verschiedenen Schwierigkeitsgrade Anfänger, Clubman, Amateur, Pro AM und Professional an, zwischen denen vor jedem Rennen neu gewählt werden kann und die Einfluss auf die Gegnerstärke und das Schadensmodell haben. Im Mehrspielermodus können bis zu 100 Fahrer gleichzeitig in einem Einzelrennen gegeneinander antreten, wobei lediglich die erzielten Endzeiten der unabhängig fahrenden Fahrer angezeigt werden.
Die Wettbewerbe unterteilen sich in sechs Disziplinen:
- Rallye: Einzelzeitfahren mit Streckenansage auf wechselnden Fahrbahnbelägen
- Rallye Raid: Langstreckenrennen ohne klassische Streckenbegrenzung
- Bergrennen: Einzelzeitfahren auf kurvigen, ansteigenden Strecken wie dem Pikes Peak International Hill Climb
- Rallycross: Sprintrennen auf Rundkursen gegen einen bis zehn Gegnern
- Championship Off-Road Racing (C.O.R.R.): Sprintrennen auf Rundkursen gegen bis zu zehn Gegner
- Crossover-Events: Duell auf einer zweispurig, geschlossenen Strecke

Auch an Fahrzeugen ist dieser Teil so vielfältig wie keiner davor oder danach. So finden sich zwar auch typische Rallyeautos wie Peugeot 307 oder Lancia Delta S4, aber auch erstmals Trucks und Buggies in den Rally-Raid- bzw. C.O.R.R.-Events.

## Darstellung
Die Darstellung erfolgt durch die von Codemasters und Sony Computer Entertainment entwickelte proprietäre Grafik-Engine Neon, die mittlerweile in Ego-Engine umgetauft wurde. Die Grafik-Engine unterstützt DirectX 10, Pixel-Shader 4.0, Unschärfe- und High-Dynamic-Range-Rendering-Effekte in einer Videoauflösung von 600×480 (VGA) bis 1920×1200 (WUXGA) Pixel. Das Schadensmodell, das bereits in DTM Race Driver 3 verwendet wurde, simuliert Schleifspuren, Lackkratzer, eine deformierbare Karosserie und eine zerstörbare Umwelt. Das Spiel bietet sechs verschiedene Perspektiven, neben Stoßstange, Motorhaube, Draufsicht und Cockpit wurden noch einige zusätzliche Perspektiven wie eine Helmkamera umgesetzt.

## Veröffentlichung
Codemasters kündigte 2006 auf der Electronic Entertainment Expo einen neuen Teil der McRae-Reihe für die PlayStation 3, Xbox 360 und das Betriebssystem Windows an. Am 20. Juli 2006 wurden die Verkaufstitel Colin McRae: DiRT für Europa und DiRT: Colin McRae Off-Road für die Vereinigten Staaten bekannt gegeben. DiRT wurde am 15. Juni 2007 in Europa und am 19. Juni in Nordamerika für die Xbox 360 und den PC veröffentlicht. Die Version für die PlayStation 3 wurde ab dem 1. September 2007 in Nordamerika und ab dem 14. September 2007 in Europa vertrieben, einen Tag bevor Colin McRae und sein Sohn Jonny bei einem Hubschrauberabsturz starben. In Reaktion auf den unerwarteten Tod des Namensgebers verzichtete Codemasters auf eine umfangreiche Werbekampagne für die PlayStation-3-Version.

## Fahrzeuge
Im Spiel können insgesamt 46 lizenzierte Fahrzeuge in 13 verschiedenen Klassen gespielt werden:
- 4WD
  - Peugeot 207 R Cup Super 2000
  - Fiat Grande Punto Super 2000
  - Mitsubishi Lancer Evolution IX
  - Subaru Impreza WRX STI spec C
  - Peugeot 307 WRC Astra Rcg MC06
  - Citroën C4 Concept Car
  - Colin McRae R4
- FWD
  - Citroën C2 Super 1600
  - Opel Corsa Super 1600
  - Renault Clio Super 1600
  - Suzuki Swift Super 1600
- RWD
  - Fiat 131 Abarth
  - Lancia Stratos HF
  - McRae Motorsport Ford Escort ’75
  - New Stratos by Fenomenon
  - Renault 5 Maxi Turbo
- Youngtimer
  - Lancia Delta S4
  - Peugeot 205 T16
  - Subaru Impreza WRX-RA STI version II
  - Toyota Celica GT-Four
- Rallycross Supercars
  - Citroën Xsara 4×4 T16
  - Saab 9-3 T16
- Rallycross Modified
  - Lotus Exige
  - Audi TT
- Rallye Raid T1
  - BMW X3 CC X-Raid
  - Dakar Nissan Pick-up
  - Mitsubishi L200 Triton
  - Mitsubishi Pajero Evolution MPR11
  - Rally Raid UK Desert Warrior
  - VW Race Touareg
- Rally Raid T4
  - KAMAZ-4911
  - MAN TGA
- CORR Super Buggies
  - CORR Super Buggy 1 (Schwalbe)
  - CORR Super Buggy 2 (Hawley)
- CORR Pro 4
  - Chevrolet Silverado
  - Toyota Tundra
- Class 1 Buggy
  - Ickler Jimco Buggy
  - McMillin Racing Car
- Hill Climb Unlimited
  - Audi Sport quattro S1 Pikes Peak
  - Mitsubishi FTO
  - Peugeot 405 T16 Pikes Peak
  - Suzuki Escudo Pikes Peak
  - Toyota Celica GT Pikes Peak
  - Toyota Tacoma
- Hill Climb Big Rigs
  - Freightliner Century Class S/T
  - Kenworth T2000

## Rezeption
Das Spiel erhielt überwiegend positive Bewertungen. Die Webseite Spieletipps vergab eine Bewertung von 90 % für die Windows-Version. 4Players bewertete das Spiel mit 84 % für die Windows-, Xbox- und PS3-Versionen. Michael Krosta schrieb dazu: „[...] die PS3-Version von Dirt zeigt, dass der Name Colin McRae weiterhin für Qualität steht, auch wenn die Serie hier einen etwas anderen Weg einschlägt…“. GameStar vergab 90 % für die Windows-Version und PC Games eine Bewertung von 88 % für die Windows-Version. Die Zeitschrift Computer Bild vergab eine Note von 1,53 (Gut) und PCgo eine Bewertung von 89 % (Oktober 2007). In der Zeitschrift SFT erhielt das Spiel eine Bewertung von 1,4/6 (Juli 2007). IGN UK vergab eine Bewertung von 9,0 und IGN US eine Bewertung von 8,4. Das Official Xbox Magazine bewertete die Xbox-Version mit 9,0 und GamingMedia.de vergab eine Wertung von 7/10 für die Xbox-Version.